# Cryptolepis balansae
Cryptolepis balansae är en oleanderväxtart som beskrevs av Henri Ernest Baillon. Cryptolepis balansae ingår i släktet Cryptolepis och familjen oleanderväxter. Inga underarter finns listade i Catalogue of Life.